# Кремените њиве (Барајево)
44° 35′ 13″ С; 20° 25′ 06″ И / 44.58701° С; 20.41826° И
Кремените њиве су локалитет који се налази на територији општине Барајево, на надморској висини од 225 метара. Научној јавности познат је више од једног века и сврстава се међу најраније истраживане неолитске локалитете код нас. Заузимало је простор од око 100 хектара, а налазило се крај пута Барајево - Липовица. Становници Барајева чије се куће налазе на Кременмитим њивама, током обрађивања земље наилазили су на обиље кременог материјала и уломака керамике, па су по нађеном материјалу и назвали овај део ораница.

## Историјат истраживања
Обилазећи терне у околини Београда, давне 1889. године, Јован Жујовић уочио је остатке керамичких посуда и различитих камених алатки на локалитету Кремените њиве. Исте године, заједно са Михаилом Валтровићем раде сондажно истраживање овог терена и на дубини од једног метра наилазе на земуницу и велики број грнчарије, алатки. Чланак који су објавили представља један од најранијих објављених резултата археолошких истраживања неолита у Србији.
Јован Тодоровић 1966. године покреће нова истраживања али овог пута на две локације, које су документоване и цртежима два профила. Први профил је направљен на месту некадашњег каменолома и дугачак је 5 метара, док се други пружао 60 метара северније од првог у дужини од 4 метра. Материјал који је прикупљен (око 35 фрагмената керамике и два мања тега округло облика) налази се у Музеју града Београда. На основу типологије наведеног керамичког материјала локалитет је опредељен у фазу Винча-Плочник винчанске културе. Тадашња процена територије локалитета била је на неколико десетине хектара.
Током лета 2012. године извршен је обилазак локалитета и том приликом прикупљен керамички и камени материјал који указује на каснонеолитско насеље, као што је и досадашњим истраживањима доказано. Интердисциплинарни приступ приликом истраживања терна, помогао је да се сакупи што већи број података ради разумевања како је насеље настало и функционисало у том периоду. Приликом обиласка терена интервјуисано је становништво које сада живи на овом терену. Добијене су и различите изјаве о временима пре него су изграђене куће на овом локалитету, а и за потребе истаживања сакупљен је значајни материјал од мештана. У сарадњи са Рударско-геолошким факултетом из Београда, откривене су локације геофизичким мерењима које се могу упоредити са степеном концентрације лепа на површини. Након мерења магнетног поља, измерени су паралелни профили који могу да одреде положај аномалија испод површине земље. Аномалије, које бележи магнетометар, представљају резултат различите намагнетисаности предмета или објекта у прошлости, што најчешће настаје као последица високе температуре (пожара, употребе пећи итд.), али и услед дужег боравка људи на једном месту. Приликом геофизичких мерења на локалитету коришћене су две различите методе на истом пољу како би се створили услови за узајамну проверу резултата.
Прва метода мерења магнетног поља обављена је 2012. и 2013. године. Мерење је обављено протонским магнетометром типа Оverhauser GEM-19 на двема локацијама (2012) које су позициониране GPS кординатама и 2013. године у централном делу локалитета.
Друга метода мерења електричне отпорности, спроведена је на централном делу локалитета, где је на основу резултата магнетометријских мерења утврђено постојање аномалија.

## Стратиграфија налазишта
Стратиграфија каснонеолитског насеља на Кременитим њивама указује на вишеслојан археолошки локалитет. Јама (дубине 2 м, дужине 3м и ширине 2,5 м) ископана у приватне сврхе на централном делу локалитета, пружиила је увид у нова истраживања. Поред јаме налазила се гомила избачене земље помешане са археолошким материјалом (уломци керамике). Овом приликом обрађено је 135 уломака керамике.
У површинском слоју дебљине око 20 центиметара, који је и зона орања (локално становништво је уклањало камене уломке да им не сметају приликом обраде земље), констатовано је незнатно присуство материјала. У следћем слоју јаме, на дубини око 110-120 центиметара, уочава се тамнобраон слој земље. У њему су се поред керамике нашли и ситни и крупни остаци лепа, кремена као и мања концентрација гарежи и костију. На дубини већој од 140 центиметара, испод овог слоја, налази се стерилан слој тамножуте илиоваче. 

### Материјал из јаме
- Посуде од печене земље – фрагменти пронађених посуда били су црне, сиве, смеђе, окер и вишебојни. Већина је била са унутрашње и спољашње стране приглачана.
- Зделе
- Амфоре
- Лонци
- Дршке на посудама од печене земље[3]